# Huautla de Jiménez
Huautla de Jiménez är en ort i Mexiko. Den ligger i kommunen Huautla de Jiménez och delstaten Oaxaca, i den sydöstra delen av landet, 280 km sydost om huvudstaden Mexico City. Huautla de Jiménez ligger 1 696 meter över havet och antalet invånare är 9 972.
Terrängen runt Huautla de Jiménez är varierad. Runt Huautla de Jiménez är det ganska glesbefolkat, med 36 invånare per kvadratkilometer. Huautla de Jiménez är det största samhället i trakten. I omgivningarna runt Huautla de Jiménez växer i huvudsak städsegrön lövskog.